# Icarly
iCarly är en amerikansk sitcom-serie som ursprungligen sändes i Nickelodeon mellan 8 september 2007 och 23 november 2012. Serien handlar om en flicka som heter Carly Shay (Miranda Cosgrove) som skapar sin egen webb-show, Icarly, tillsammans med sina bästa vänner Sam Puckett (Jennette McCurdy) och Freddie Benson (Nathan Kress). Även hennes äldre bror Spencer Shay (Jerry Trainor) och hennes klasskamrat Gibby Gibson (Noah Munck) hjälper till med hennes webb-show. Icarly riktar sig främst till unga tonåringar, men också till barn, äldre tonåringar och vuxna.
Den nya säsongen av iCarly från 2021 handlar om Carly som blivit vuxen och bor tillsammans med sin rumskompis i Seattle. Freddie har flyttat in hos sin mamma efter att han skilt sig. Carlys storebror Spencer bor kvar i sin nyrenoverade lägenhet. Carly startar upp webb-showen iCarly igen efter att de avslutade den år 2012. Den nya säsongen riktar sig till unga vuxna som såg originalsäsongerna som barn (2007-2012). Nu kan dom se sina karaktärer stå ut med problem man kan stöta på i 20-årsåldern.
Serien skapades och producerades av Dan Schneider, som även har skapat All That, Zoey 101, Drake and Josh, The Amanda Show, Victorious och Sam & Cat.

## Handling
Carly bor i en lägenhet i Seattle med sin 28-årige bror Spencer och hennes vän Freddie bor granne med dem. Carly och Spencers far är en amerikansk flygofficer ("Överste Steven Shay"), som är tillfälligt stationerad på en ubåt.
Carlys kompis Samantha "Sam" Puckett bryter mot reglerna på skolan men Carly får skulden för det. Som straff får de vara jury för en talangshow. Mitt under showen filmar Freddie vännerna när de gör narr av en lärare. Han laddar sedan upp filmen och några andra klipp på Internet och det blir en stor succé. När tittarna vill se flera roliga filmer med dem bestämmer de sig för att göra en egen webb-show vid namn Icarly. I showen blandar de talangtävlingar, recept, problemlösningar samt uppträdanden.

## Karaktärer
Carly Shay (Miranda Cosgrove) är huvudperson i serien och i webb-showen Icarly. Hon är en snäll, lättsam och omtänksam person som skulle göra vad som helst för sina vänner. Hon hatar att hamna i trubbel och följer i princip alltid reglerna, men hon har ibland visat sig vara lite bortskämd när hon inte får som hon vill. Carly får bra betyg i skolan och enda gången hon hamnar problem är när hon tar på sig skulden för Sams missgärningar.
Samantha "Sam" Puckett (Jennette McCurdy) är Carlys och Freddies bästa vän. Hon är en stark, lat och aggressiv person som älskar mat och som oftast har problem i skolan, men som är lojal mot Carly och är lika rolig och kreativ som hon är. Sam gillar inte sin mor och brukar alltid gå över hos Carly och Spencer för att slippa henne. Sam har en tvillingsyster vid namn Melanie, som är raka motsatsen till Sam.
Fredward "Freddie" Benson (Nathan Kress) är Carlys och Sams bästa vän. Han är mycket smart och beskrivs som en "töntig men cool" person som kan bli upphetsad över allt som har med teknik att göra. Han är teknisk producent av Icarly och sköter alltid kameran till showen. Han skäms över sin mamma eftersom hon alltid vill lägga sig i vad han gör och vara överbeskyddande.
Spencer Shay (Jerry Trainor) är Carlys äldre bror. Spencer har ett excentriskt och konstigt beteende. Han arbetar oftast med märkliga skulpturer och de flesta av hans verk arbetar han med i lägenheten. Han kan ibland vara som en pappa för Carly.
Gibby Gibson (Noah Munck) är en underlig klasskamrat till Carly, Sam och Freddie. Han hjälper till ibland med Icarly. Han tar alltid av sig sin tröja utan någon anledning. Gibby var först en liten roll i Icarly, men sedan säsong 4 är han en av huvudpersonerna i tv-serien.
Marissa Benson (Mary Scheer) är Freddies mamma. Hon försvarar alltid Freddie, vilket han inte tycker om.
Nevel Papperman (Reed Alexander) är en rik och bortskämd 11-årig kritiker som äger en egen webbsida vid namn nevelocity.com, som recenserar andra webbsidor och säger om de är bra eller inte. Han är Carlys ärkefiende och har flera gånger försökt att sabotera Icarly i utbyte mot en kyss från Carly.
Terrance Jetter bo Jackson eller T-Bo (BooG!e) är ägaren av smoothiebaren Groovy Smoothie. Han är känd för att oftast irritera folk genom att sälja olika sorters mat på en pinne.
Jeremy (Nathan Pearson) är en annan klasskompis till Carly, Sam och Freddie som alltid har någon slags förkylning.
Guppy Gibson (Ethan Munck) är Gibbys lillebror och påminner mycket om honom.
Ted Franklin (Tim Russ) är rektor på Ridgeway Junior High School, skolan där Sam, Carly och Freddie går på. Till skillnad från lärarna i skolan är han en mycket rättvis person och som är ett stort fan av Icarly.
Francine Briggs (Mindy Sterling) är en sträng engelsklärare på Ridgeway och tycker inte om barn.
Lewbert (Jeremy Rowley) är portvakt i huset där Carly, Freddie och Spencer bor. Han beskrivs som en irriterad och vansinnig person. Han råkar ofta ut för spratt utförda av medlemmarna i Icarly.
Chuck Chambers (Ryan Ochoa) är ett barn som bor i samma hus som Carly, Freddie och Spencer gör. Han plågar oftast Spencer av olika skäl. Chuck har en bror vid namn Chip som vill hämnas på Spencer.
Mr. Howard (David St. James) är en sträng lärare på Ridgeway som hatar nästan allt och alla, det han hatar mest i sitt liv är sin fru.